# Plastisk bearbetning
Plastisk bearbetning är att med yttre krafter bearbeta solida metalliska material i avsikt att skapa plastisk deformation, det vill säga bestående formförändringar. Valsning, smidning, extrusion och tråddragning är de vanligaste processerna inom plastisk bearbetning.
Plastisk deformation innebär att ämnets form blir permanent, till skillnad från elastisk deformation som är förhållandevis liten och återgår när kraftverkan upphör. Den gemensamma nämnaren för de två olika metoderna är ämnet som man utgår ifrån ska få en viss form och vissa materialegenskaper. Bearbetningen kan ske både varmt och kallt, utom vid tråddragning där ämnet deformeras vid rumstemperatur.